# Zbynský vrch
Zbynský vrch (390 m) je neovulkanický vrch v okrese Česká Lípa Libereckého kraje, ležící asi 3,5 km ZJZ od města Doksy. Na severním úpatí leží vesnice Zbyny, do jejíhož katastrálního území vrch náleží.

## Popis vrchu

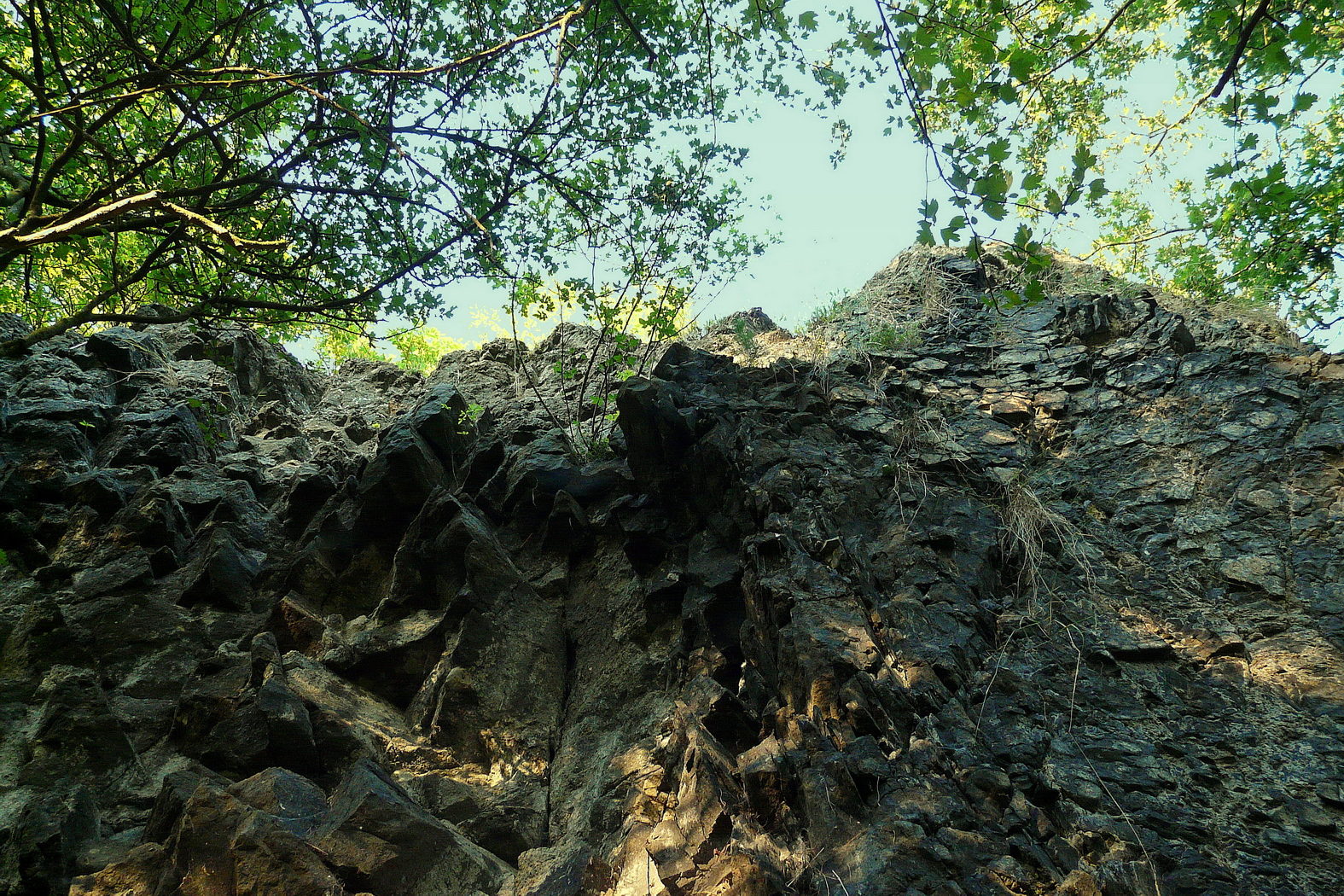
Čedičový masiv Zbynského vrchu

Vrchol je bez výhledu, ale od okrajů zalesnění kolem vrchu jsou pěkné výhledy na okolní Ralskou pahorkatinu, Kokořínsko a České středohoří.

## Geomorfologické členění
Vrch náleží do celku Ralská pahorkatina, do podcelku Dokeská pahorkatina, do okrsku Jestřebská kotlina a do podokrsku Tachovská vrchovina.

## Přístup
Nejblíže je možno dojet automobilem do Zbyn, poté pokračovat pěšky k vrcholu či kolem něj. Vrch míjí zelená turistická stezka z Korců do Skalky u Doks.